# Мірко Негош-Петрович
Мірко Негош-Петрович (серб. Мирко Петровић-Његош; 19 серпня 1820 — 1 серпня 1867) — чорногорський військовокомандувач, дипломат та поет, представник династії Негош-Петровичів. Йому був присвоєний титул великого воєводи Грахова. За це він прославився як Воєвода Мірко. Батько майбутнього очільника Чорногорії — Ніколи Петровича.

## Життя та діяльність
Мірко народився 19 серпня 1820 року в селі Негуші в сім'ї Станка Негош-Петровича та Крстіни Врбіци. Він приходиться старшим братом Данилу І Негош-Петровичу, а його дядьком був Петро II Негош-Петрович.
Під час нападу Омер-паші в 1853 році, Мірко Петрович зайняв монастир в Острозі зі своїм загоном і попри дуже несприятливі умови протистояв турецьким військам. Загальнодержавну славу Мірко отримав після своєї першої перемоги в Грахові, у травні 1858 року і утримував статус доблесного вояка проти турецьких загарбників до 1862 року. За перемогу в битві при Грахові, Мірко був нагороджений князем Данилом. Йому було вручено медаль та тонкий меч, а також присвоєно титул великого воєводи граховського. У цій битві Петрович із загоном у 4000 чоловік зміг розгромити османську армію, кількістю від 7 до 13 тисяч. При цьому, чорногорці втратили 200 чоловік і 300 пораненими, у той час, як втрати турків склали 5000 чоловік. Крім цього була захоплена велика кількість військових трофеїв — набоїв, зброї та гармат.
За спогадами Мірко був егоїстичним, злопам'ятним та жорстоким. У Чорногорії його жорсткий режим викликав численні протести і бунти, що у свою чергу стало причиною вбивства князя Данила в 1860 р. і відступництва Луки Вукаловича в 1862 р.
Турецьке правління звинувачувало його в повстанських діях сербських племен проти Туреччини. Тому в 1862 р. турки попросили Мірко мирно покинути Чорногорію. За сприяння великих держав, цей запит не був схвалений і була дана відмова.

##### Творча спадщина
Крім військового хисту, Мірко Петрович був гарним скрипалем і співав твори про героїв боїв проти турок. Пізніше це пісні були зібрані в збірку «Јуначки Споменик», який був опублікований в 1864 році в Цетині.

##### Особисте життя
26 жовтня 1840 року Мірко одружився зі Станою Мартінович. Весілля відбулося в Негоші. У цьому шлюбі народилось троє дітей:
- Нікола (7 жовтня 1841 — 1 березня 1921);
- Принцеса Анастасія (дата народження невідома — 29 березня 1879), одружена з Савою Пламеначем;
- Принцеса Марія, одружена з капітаном Й. Гопчевичем.